# Англет
Англе́т, Анґлет (фр. Anglet, вимовляється [ãglet], баск. Angelu) — місто та муніципалітет на південному заході Франції, у регіоні Нова Аквітанія, департамент Атлантичні Піренеї. Місто розташоване в історичній провінції Лапурді у Північній Країні Басків. Населення — 41 153 особи (01.01.2021).

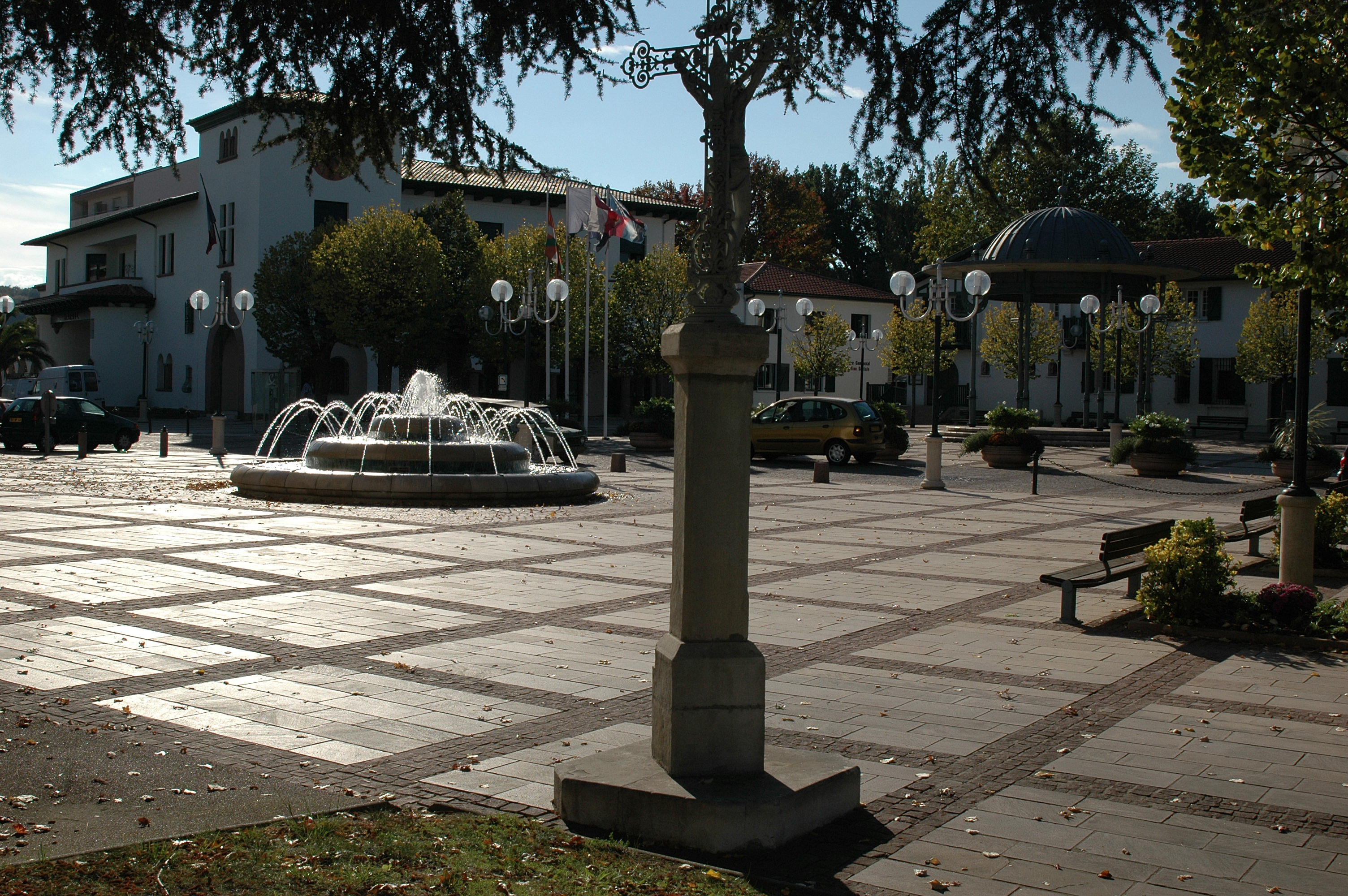
Ратуша і фонтан

Разом з містами Байонна і Біарриц Англет утворює міську агломерацію Bayonne-Anglet-Biarritz (абревіатура BAB).
Муніципалітет розташований на відстані близько 670 км на південний захід від Парижа, 170 км на південний захід від Бордо, 95 км на захід від По.

## Географія
Річка Адур впадає в Атлантичний океан між містами Англет і Тарно.
10% території міста покрито сосновими лісами.
Тут закінчується піщаний берег, що починається за 200 км на північ на мисі Пуент-де-Грав (гирло Жиронди).

### Клімат
Місто знаходиться у зоні, котра характеризується морським кліматом. Найтепліший місяць — серпень із середньою температурою 20.9 °C (69.6 °F). Найхолодніший місяць — січень, із середньою температурою 8.4 °С (47.1 °F).
| Клімат Англета          | Клімат Англета | Клімат Англета | Клімат Англета | Клімат Англета | Клімат Англета | Клімат Англета | Клімат Англета | Клімат Англета | Клімат Англета | Клімат Англета | Клімат Англета | Клімат Англета | Клімат Англета |
| Показник                | Січ.           | Лют.           | Бер.           | Квіт.          | Трав.          | Черв.          | Лип.           | Серп.          | Вер.           | Жовт.          | Лист.          | Груд.          | Рік            |
| Абсолютний максимум, °C | 23,4           | 28,9           | 29,7           | 32,1           | 34,8           | 39,2           | 39,8           | 40,6           | 37             | 32,2           | 26,1           | 25,1           | 40,6           |
| Середній максимум, °C   | 12             | 12,8           | 15             | 16,2           | 19,6           | 22,1           | 24,1           | 24,7           | 23,2           | 20             | 15,1           | 12,5           | 18,1           |
| Середня температура, °C | 8,4            | 8,9            | 11             | 12,4           | 15,6           | 18,4           | 20,4           | 20,9           | 18,9           | 16             | 11,4           | 9              | 14,3           |
| Середній мінімум, °C    | 4,8            | 5              | 7              | 8,5            | 11,6           | 14,6           | 16,7           | 17             | 14,5           | 11,9           | 7,7            | 5,5            | 10,4           |
| Абсолютний мінімум, °C  | −12,7          | −11,5          | −7,2           | −1,3           | 3,3            | 5,3            | 9,2            | 8,6            | 5,3            | −0,6           | −5,7           | −8,9           | −12,7          |
| Норма опадів, мм        | 52.7           | 49.2           | 55             | 79.5           | 95.5           | 75.2           | 63.3           | 67.5           | 90.3           | 100.1          | 87             | 65.6           | 880.9          |
| ----------------------- | -------------- | -------------- | -------------- | -------------- | -------------- | -------------- | -------------- | -------------- | -------------- | -------------- | -------------- | -------------- | -------------- |
| Джерело: Weatherbase    |                |                |                |                |                |                |                |                |                |                |                |                |                |

## Демографія
Динаміка населення (INSEE ):
Розподіл населення за віком та статтю (2006):
| Стать | Всього | До 15 років | 15-24 | 25-44 | 45-64 | 65-85 | Понад 85 |
| --- | ------ | ----------- | ----- | ----- | ----- | ----- | -------- |
| Чоловіки | 17 368 | 2642        | 2111  | 4478  | 4619  | 3183  | 335      |
| Жінки | 20 250 | 2549        | 1984  | 4667  | 5731  | 4617  | 702      |
| \| Статево-вікова піраміда \| Статево-вікова піраміда \| Статево-вікова піраміда \| \| ----------------------- \| ----------------------- \| ----------------------- \| \| Чоловіки \| Вік \| Жінки \| \| 335 \| 85 + \| 702 \| \| 506 \| 80-84 \| 825 \| \| 821 \| 75-79 \| 1196 \| \| 845 \| 70-74 \| 1310 \| \| 1011 \| 65-69 \| 1286 \| \| 929 \| 60-64 \| 1277 \| \| 1128 \| 55-59 \| 1518 \| \| 1347 \| 50-54 \| 1454 \| \| 1215 \| 45-49 \| 1482 \| \| 1287 \| 40-44 \| 1420 \| \| 1123 \| 35-39 \| 1277 \| \| 1102 \| 30-34 \| 1049 \| \| 966 \| 25-29 \| 921 \| \| 1016 \| 20-24 \| 848 \| \| 1095 \| 15-20 \| 1136 \| \| 1034 \| 10-14 \| 956 \| \| 892 \| 5-9 \| 769 \| \| 716 \| 0-4 \| 824 \| |        |             |       |       |       |       |          |
| Статево-вікова піраміда |        |             |       |       |       |       |          |
| Чоловіки | Вік    | Жінки       |       |       |       |       |          |
| 335 | 85 +   | 702         |       |       |       |       |          |
| 506 | 80-84  | 825         |       |       |       |       |          |
| 821 | 75-79  | 1196        |       |       |       |       |          |
| 845 | 70-74  | 1310        |       |       |       |       |          |
| 1011 | 65-69  | 1286        |       |       |       |       |          |
| 929 | 60-64  | 1277        |       |       |       |       |          |
| 1128 | 55-59  | 1518        |       |       |       |       |          |
| 1347 | 50-54  | 1454        |       |       |       |       |          |
| 1215 | 45-49  | 1482        |       |       |       |       |          |
| 1287 | 40-44  | 1420        |       |       |       |       |          |
| 1123 | 35-39  | 1277        |       |       |       |       |          |
| 1102 | 30-34  | 1049        |       |       |       |       |          |
| 966 | 25-29  | 921         |       |       |       |       |          |
| 1016 | 20-24  | 848         |       |       |       |       |          |
| 1095 | 15-20  | 1136        |       |       |       |       |          |
| 1034 | 10-14  | 956         |       |       |       |       |          |
| 892 | 5-9    | 769         |       |       |       |       |          |
| 716 | 0-4    | 824         |       |       |       |       |          |

## Економіка
Традиційно основою економіки діяльності міста було сільське господарство, зокрема овочівництво. Однак завдяки своєму географічному розташуванню на березі моря і тому, що Англет є частиною міської агломерації з економічно розвиненими містами Байонна і Біарриц, у місті набули поширення такі види економічної діяльності:
- бальнеологічний туризм
- таласотерапія
- спорт (серфінг, гольф тощо)
- авіаційна промисловість (Dassault aviation)

Англет, разом із Байонною і Біаррицом, має у своєму розпорядженні аеропорт.
2010 року серед 23 564 осіб працездатного віку (15—64 років) 16 769 були активними, 6795 — неактивними (показник активності 71,2%, у 1999 році було 70,7%). З 16 769 активних мешканців працювало 15 047 осіб (7583 чоловіки та 7464 жінки), безробітними було 1722 (768 чоловіків та 954 жінки). Серед 6795 неактивних 2632 особи були учнями чи студентами, 2525 — пенсіонерами, 1638 були неактивними з інших причин.

У 2010 році у муніципалітеті нараховувалося 18357 оподаткованих домогосподарств, у яких проживали 36961,0 особи, медіана доходів виносила 21 179 євро на одного особоспоживача.

## Мови
Англет, а також сусідні Байонна і Біарриц можуть вважатися гасконськими чи баскськими містами. Більшість населення розмовляло гасконською, однак у навколишніх селах була поширена баскська мова. Назва міста є романського походження, від латинського angulus 'кут, закуток'.
У XX-му столітті домінуючою мовою була французька. У місті є одна ікастола (тобто школа з баскською мовою викладання).

## Міста-побратими
- Ансбах, Німеччина (з 1968 року)